# Alexander Nevski-kathedraal (Tbilisi)
De Militaire Alexander Nevski-kathedraal (Georgisch: ტფილისის ალექსანდრე ნეველის სამხედრო ტაძარი,  tp'ilisis samkhedro tadzari, Russisch: Тифлисский Александро-Невский военный собор, Tiflisskiy Aleksandro-Nevskij vojennij sobor) was een Russisch-orthodoxe kathedraal in de Georgische hoofdstad Tbilisi. De kathedraal werd vernietigd in 1930.

## Geschiedenis
De neo-byzantijnse kathedraal werd gebouwd ter gelegenheid van de verovering van de Kaukasus en werd gewijd aan de Russische heilige Alexander Nevski. De regering wilde een grandioze en prachtvolle kathedraal voor ten minste 2.000 gelovigen en er werd een wedstrijd uitgeschreven voor het beste ontwerp daarvoor. De eerste prijs ging naar een ontwerp voor een zeer fraaie en grote kathedraal met acht koepels, maar omdat de beschikbare middelen ontbraken werd er daarom uiteindelijk gekozen voor een eenvoudig ontwerp van de Russische architect David Ivanovitsj Grimm.
Zes jaar later, op 16 april 1871, werd er begonnen met de bouw. Binnen een jaar werd de bouw echter al voor onbepaalde tijd stopgezet. Vanaf 1889 werden de werkzaamheden hervat. De bouw verliep echter traag; pas twee jaar later lag het fundament van de kathedraal en kon worden begonnen met het optrekken van de muren. Op 21 mei 1897, 32 jaar nadat de competitie voor het beste ontwerp was uitgeschreven, werd de kathedraal door exarch Vladimir van Georgië gewijd. De architect zelf stierf een jaar later.
De kathedraal behoorde tot het exarchaat van de Russisch-orthodoxe Kerk, maar tijdens de revolutie in 1917 werd de kerk overgedragen aan de Georgisch-Orthodoxe Kerk die in die tijd haar zelfstandigheid terugkreeg. In februari 1921 werd het kerkhof een grafveld voor de cadetten (joenkers) van de Georgische militaire school, die vielen tijdens de gevechten tegen het Rode Leger.
In 1930 werd de kathedraal op bevel van Beria gesloopt. Op de plaats van de kathedraal werd het regeringsgebouw van de Georgische Socialistische Sovjetrepubliek gebouwd, tegenwoordig de plek waar het parlement van Georgië zetelt.